# Mariano Navone
Mariano Navone (Nueve de Julio, 27 febbraio 2001) è un tennista argentino.
Specialista della terra rossa; nel circuito maggiore ha disputato due finali, tra cui quella dell’ATP 500 di Rio de Janeiro 2024, persa contro Sebastián Báez. Nel 2023 è stato il tennista che ha vinto più tornei Challenger in singolare, con 5 titoli. I suoi migliori ranking ATP sono la 29ª posizione in singolare del giugno 2024 e la 140ª in doppio del giugno 2025.

## Biografia
Mariano Navone è nato a Nueve de Julio, nella provincia di Buenos Aires, da Luis Navone e Analía Vizzón. È di origine italiana. Nella sua famiglia anche il padre, la madre e la sorella hanno praticato il tennis; lui inizia a giocare a tre anni. I suoi idoli da bambino sono Novak Djokovic e David Nalbandian, di cui ammirava i colpi di rovescio. Ritiene che il proprio modo di giocare sia simile a quello di Diego Schwartzman e Alex de Minaur. Appassionato anche di pallacanestro e di calcio, fa il tifo per l'Argentinos Juniors. In Italia tifa per il Bari.

## Carriera

### 2018-2022, inizi
Fa la sua prima apparizione tra i professionisti nel novembre 2018 in un torneo ITF, l'anno successivo inizia a giocare con continuità in singolare nei tornei ITF e nella seconda parte della stagione raggiunge alcune volte i quarti di finale. Gioca pochi tornei nel 2020, anche a causa della lunga pausa del tennis mondiale dovuta alla pandemia di COVID-19. Non compie sostanziali progressi nella stagione 2021, nella quale vince in doppio i suoi primi due titoli ITF, mentre in singolare perde l'unica finale disputata. A novembre, al suo esordio nell'ATP Challenger Tour a Buenos Aires, sconfigge al primo turno il nº 126 ATP Thiago Seyboth Wild ed esce di scena al secondo turno.
Nel giugno 2022 raggiunge la prima finale Challenger a Corrientes e raccoglie solo tre giochi contro Francisco Comesaña. La settimana successiva subisce un'altra pesante sconfitta contro Comesaña nella finale del Challenger Tenis Club Argentino. A settembre perde al Villa María Challenger anche la terza finale stagionale, questa volta contro Nicolás Kicker, e sale al 239º posto del ranking.

### 2023, cinque titoli Challenger e 120º nel ranking
Nella prima parte del 2023 non consegue risultati di rilievo ma mantiene le posizioni nel ranking di fine 2022. Nella sua prima comparsa nelle qualificazioni di un torneo ATP viene sconfitto al primo turno al Córdoba Open. Entra per la prima volta nel tabellone di qualificazione in una prova del Grande Slam al Roland Garros e viene eliminato all'esordio da Lukáš Klein. A giugno alza il primo trofeo da professionista superando in due set Marcelo Tomás Barrios Vera in finale al Challenger 100 del Poznań Open, dopo aver eliminato al primo turno il nº 90 del ranking Federico Coria, primo top 100 sconfitto in carriera. Con questo successo entra per la prima volta nella top 200 del ranking ATP.
Eliminato nelle qualificazioni anche al torneo di Wimbledon, vince un altro torneo Challenger a Santa Fe. Anche alle qualificazioni degli US Open viene eliminato da Klein. Nel finale di stagione si conferma protagonista nel circuito Challenger con i trionfi a Santa Cruz de la Sierra, a Buenos Aires e al Santa Fe II. All'ultimo impegno stagionale viene sconfitto in finale al Lima Challenger da Luciano Darderi. Con cinque titoli, diventa il giocatore che ha vinto più tornei Challenger di singolare in stagione e a novembre sale alla 120ª posizione mondiale.

### 2024, prime finali ATP, primo Challenger 175 e top 30
Eliminato nelle qualificazioni degli Australian Open all'esordio stagionale, perde la finale al successivo Challenger Tenis Club Argentino II. Al suo primo incontro nel tabellone principale di un torneo ATP viene sconfitto da Roberto Carballés Baena al Córdoba Open, ed esce al primo turno anche all'Argentina Open. Partendo dalle qualificazioni e senza aver mai vinto alcun incontro nel circuito maggiore, raggiunge a sorpresa la sua prima finale ATP al 500 di Rio de Janeiro; vince i suoi primi match ATP contro Coria, João Fonseca e Yannick Hanfmann; in semifinale concede sei giochi al campione uscente e nº 13 del mondo Cameron Norrie e viene sconfitto da Sebastián Báez con il punteggio di 2–6, 1–6. Guadagna 53 posizioni nel ranking e sale alla 60ª. Rientra a giocare dopo due mesi e raggiunge la semifinale all'ATP 250 del Grand Prix Hassan II, viene sconfitto al terzo set dal vincitore del torneo Matteo Berrettini dopo aver eliminato Stan Wawrinka.
Il grande momento di forma continua al successivo torneo ATP di Bucarest, nei quarti di finale sconfigge in rimonta il nº 21 del mondo Francisco Cerúndolo, raggiunge poi la finale e perde contro Márton Fucsovics per 4–6, 5–7. Vince il primo incontro in un torneo Masters 1000 eliminando Alexei Popyrin al Madrid Open e al secondo turno cede al nº 12 del mondo Holger Rune dopo aver vinto il primo set. Conquista il titolo più importante da inizio carriera trionfando in finale al Challenger 175 del Sardegna Open contro il nº 29 del mondo Lorenzo Musetti, sconfitto per 7–5, 6–1. Al Roland Garros diventa il primo giocatore dell'era Open a essere testa di serie (la 31ª) alla sua prima partecipazione nel tabellone principale in una prova del Grande Slam. Vince il primo incontro superando il rientrante Pablo Carreño Busta e al secondo turno esce al quinto set contro Tomáš Macháč dopo aver rimontato i primi due parziali persi. A fine torneo sale al 29º posto mondiale.

## Caratteristiche tecniche
Gioca di dritto con la destra e di rovescio a due mani. È uno specialista della terra rossa, superficie su cui ha conseguito i suoi maggiori successi. Nei primi mesi del 2023, anno del suo esordio nel circuito maggiore, ha raggiunto la vetta nella classifica stagionale relativa ai giocatori ATP con la migliore risposta al servizio.

## Statistiche

### Singolare

#### Finali perse (2)
| Legenda              |
| Grande Slam (0)      |
| ATP Finals (0)       |
| ATP Masters 1000 (0) |
| ATP Tour 500 (1)     |
| ATP Tour 250 (1)     |

| N. | Data             | Torneo                   | Superficie  | Avversario in finale | Punteggio |
| 1. | 25 febbraio 2024 | Rio Open, Rio de Janeiro | Terra rossa | Sebastián Báez       | 2–6, 1–6  |
| 2. | 21 aprile 2024   | Romanian Open, Bucarest  | Terra rossa | Márton Fucsovics     | 4–6, 5–7  |

### Tornei minori

#### Vittorie (6)
| Legenda tornei minori |
| Challenger (7)        |
| ITF (0)               |

| N. | Data              | Torneo                                         | Superficie  | Avversario in finale       | Punteggio     |
| 1. | 24 giugno 2023    | Poznań Open, Poznań                            | Terra rossa | Marcelo Tomás Barrios Vera | 7–5, 6–3      |
| 2. | 9 luglio 2023     | AAT Challenger Santa Fe, Santa Fe              | Terra rossa | Daniel Vallejo             | 6–2, 6–4      |
| 3. | 17 settembre 2023 | Santa Cruz Challenger, Santa Cruz de la Sierra | Terra rossa | Francisco Comesaña         | 4–6, 7–5, 6–1 |
| 4. | 15 ottobre 2023   | Challenger de Buenos Aires, Buenos Aires       | Terra rossa | Federico Coria             | 2–6, 6–3, 6–4 |
| 5. | 22 ottobre 2023   | AAT Challenger Santa Fe II, Santa Fe           | Terra rossa | Andrea Pellegrino          | 3–6, 6–2, 6–3 |
| 6. | 5 maggio 2024     | Sardegna Open, Cagliari                        | Terra rossa | Lorenzo Musetti            | 7–5, 6–1      |
| 7. | 12 luglio 2025    | Braunschweig Open, Braunschweig                | Terra rossa | Juan Manuel Cerúndolo      | 6-3, 7-5      |